# Uttar Pradesh State Road Transport Corporation

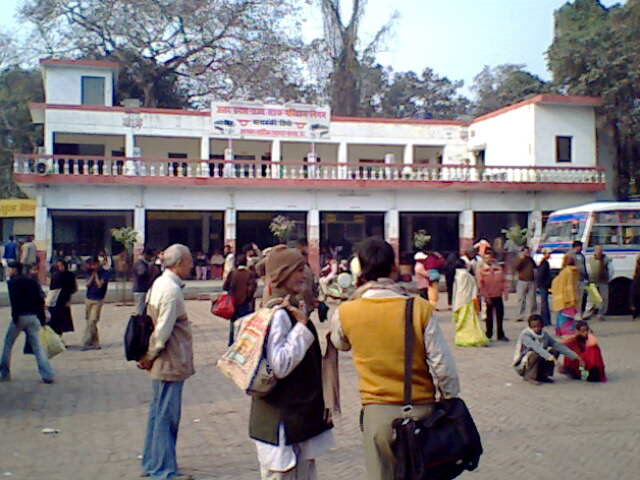
Garer routière de Baranbaki.

Uttar Pradesh State Road Transport Corporation (UPSRTC) est une corporation publique de transport routier de passagers créée en 1947 et basée dans l'Uttar Pradesh en Inde.
Elle organise des transports en bus. 
Avec sa flotte de 13 041 bus, elle transporte quotidiennement plus de 1.8 million de personnes soit environ 4,1 millions de kilomètres.